# (15425) Welzl
(15425) Welzl est un astéroïde de la ceinture principale.

## Description
(15425) Welzl est un astéroïde de la ceinture principale. Il fut découvert le 24 septembre 1998 à l'Observatoire d'Ondřejov par Petr Pravec. Il présente une orbite caractérisée par un demi-grand axe de 2,63 UA, une excentricité de 0,15 et une inclinaison de 12,2° par rapport à l'écliptique.

## Compléments